# Мішні
Мішні (азерб. Mişni), також Алгулі — село у Лачинському районі Азербайджану. Село розташоване за 18 км на північний захід від районного центру, міста Лачина.
З 1992 по 2020 рік було під Збройні сили Вірменії окупацією і називалось Мшені (вірм. Մշենի), входячи в Кашатазький район невизнаний Нагірно-Карабаська Республіка. 1 грудня 2020 в ході Другої карабаської війни села було звільнено Збройні сили Азербайджану (вірмени трактують це як окупацію).